# Klaus-Dieter Ludwig
Klaus-Dieter Ludwig   (Sulechów, 2 de gener de 1943 - valor desconegut, 18 de maig de 2016) fou un remer alemany, que va competir com a timoner sota bandera de la República Democràtica Alemanya entre les dècades de 1960 i 1980.
Va néixer l'any 1943 a Züllichau, en aquell moment part d'Alemanya però des del final de la Segona Guerra Mundial passà a formar part de Polònia. Va començar a remar el 1958, als 15 anys, però després de dos o tres anys, passà a fer de timoner.
El 1972 va prendre part en els Jocs Olímpics d'Estiu de Múnic, on guanyà la medalla de plata en la prova del quatre amb timoner del programa de rem. Formà equip amb Dietrich Zander, Reinhard Gust, Eckhard Martens i Rolf Jobst. El 1980, als Jocs de Moscou, guanyà la medalla d'or en la prova del vuit amb timoner del programa de rem.
En el seu palmarès també destaquen set medalles al Campionat del Món de rem, quatre d'or i tres de plata, entre les edicions de 1966 i 1982; així com una medalla de plata al Campionat d'Europa de rem de 1973.
El consum excessiu d'alcohol i tabac i una mala alimentació van empitjorar la seva salut. Va passar els darrers anys de la seva vida en un centre assistencial, on va morir el 18 de maig de 2016.